# سنگ‌شکنان
سنگ‌شکنان کشیده شده به سال ۱۸۴۹، نقاشی رنگ روغنی اثر نقاش فرانسوی، گوستاو کوربه بود. اگر چه نقاشی از بین رفته، نمونه ای غالب الذکر از جنبش هنری واقع گرایی است.
سالن (پاریس) به سال ۱۸۵۰ این اثر را به نمایش گذاشت و در آنجا بابت نمایشگری موضوعی که برای هنر عالی مناسب تلقی نمی‌شد مورد انتقاد قرار گرفت. تعدادی از منتقدان کاربرد رنگ بسیار غلیظ و نورپردازی ضعیف نقاشی را نپسندیدند. برعکس، نظریه‌پرداز اجتماعی، پیر-ژوزف پرودون اثر را ستود و آن را نقاشی سوسیالیستی موفقی منظور داشت. او ترکیب‌بندی اثر را «شاهکاری هنری در ژانر خودش» نامید. این نقاشی تا سال ۱۹۱۵، «اثر مهمی» به شمار می‌آمد.
کوربه دو نسخه از این نقاشی کشید. آن نسخه‌ای که در سال ۱۸۵۰ در سالن پاریس به نمایش گذاشته شد، در مجموعۀ گالری آثار استادان قدیمی درسدن قرار داشت. نقاشی در آن زمانی که در تملک موزه بود، «شاهکار جاویدان کوربه» منتسب می‌شد. شهر درسدن در فوریه ۱۹۴۵ توسط متفقین جنگ جهانی دوم بمباران شد. آلمان تصمیم بر جا به جایی نقاشی گرفت اما این اثر متعاقبا هنگامی که با کامیونی به انباری امن جا به جا می‌شد، طی بمبارانی از بین رفت. نسخۀ دوم اثر که معکوس بود، از جنگ جان سالم به در برد و مجموعۀ اسکار راینهارت واقع در وینترتور قرار دارد.